# Winterverbrennung

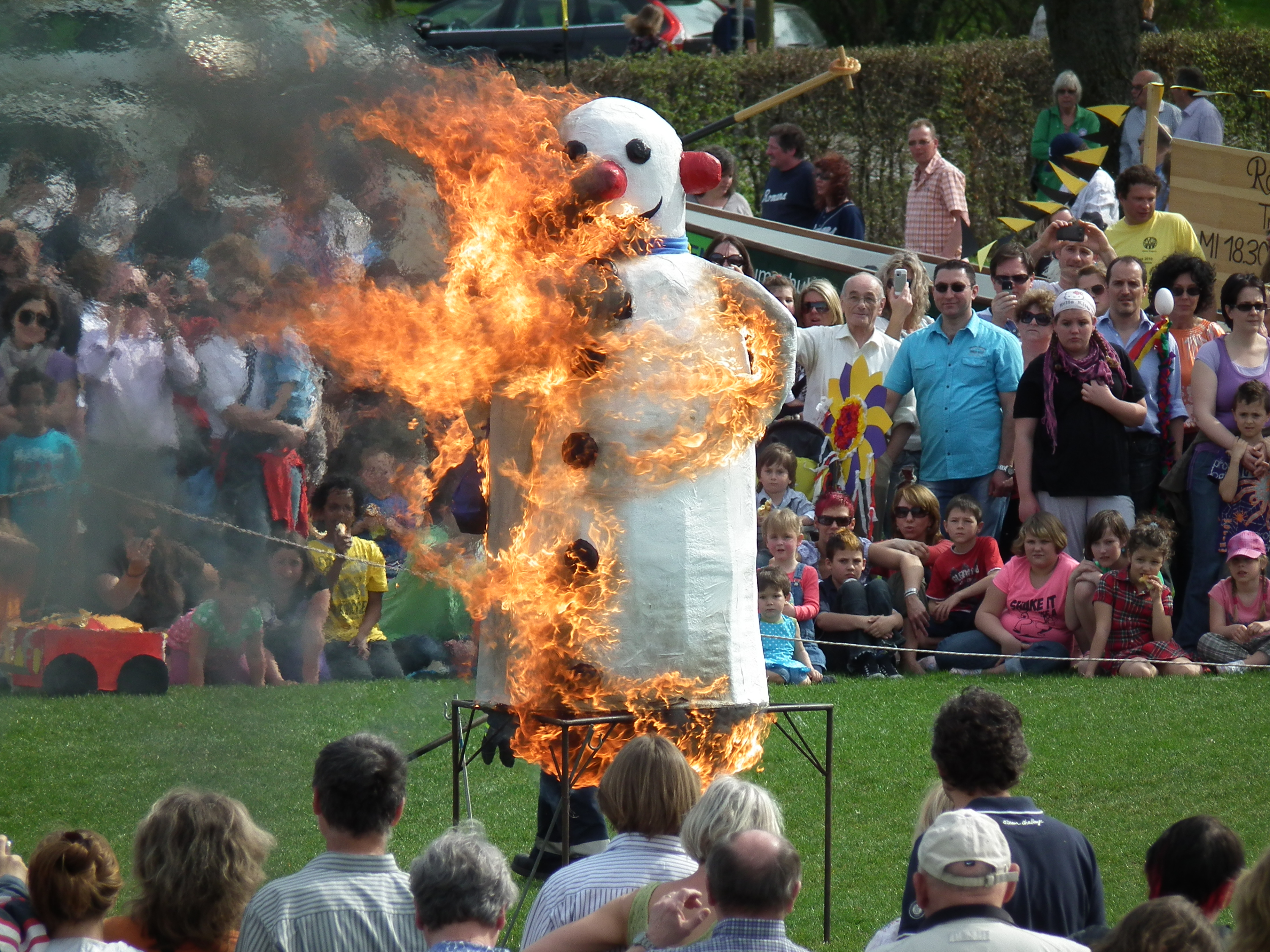
Winterverbrennung in Ladenburg

Die Winterverbrennung, auch Stabausfest, Sommertagszug oder Burgfeuer, ist eine Tradition, die vor allem in Südwestdeutschland weit verbreitet war und in jüngerer Vergangenheit wieder zunehmend gepflegt wird. Ihr wesentlichster Teil ist das Verbrennen eines „Mannes“ aus Stroh als Symbol des Winters.

## Deutschland
Üblicher Termin für das Fest ist der Sonntag Laetare („freue dich!“). Örtlich wird das Fest aber auch anderen Tagen zu Beginn der vorösterlichen Fastenzeit begangen. Die Winterverbrennung ist eng verwandt und teilidentisch mit dem Todaustragen.
Meist wird vorher in einem Schauspiel dem Winter der Prozess gemacht, bevor er mit einem Bollerwagen zum Richtplatz gefahren und dort verbrannt wird. Die Besucher einer Winterverbrennung erhalten in der Regel so genannte „Sommertagsstöcke“ oder „RiRaRo-Stöcke“, die mit bunten Kreppbändern verziert sind und an deren Ende eine Hefebrezel befestigt ist. Diese Stöcke können ebenfalls ins Feuer geworfen werden. Mancherorts ist die Winterverbrennung auch mit einem Umzug verbunden, der oft von einer Blaskapelle angeführt wird.
In manchen (kleineren) Orten wird der Umzug durch den Konfirmandenjahrgang (in früheren Jahren gleichbedeutend mit dem Abschlussjahrgang der Volksschule) durchgeführt. Hierbei müssen der älteste Teilnehmer in einer Strohpuppe (= Winter) und der jüngste Teilnehmer in einer Efeupuppe (= Sommer) laufen. Die Teilnehmer singen vor jedem Haus das Sommertagslied und bitten um eine kleine Gabe. Nach Erhalt der Gabe wird dem Haus und seinen Bewohnern Glück für das kommende Jahr gewünscht (Glück ins Haus, vun unne ah bis owwe naus), bei Verweigerung der Gabe dementsprechend Pech (Dreck ins Haus, de Deiwel guckt zum Schornschde raus). Nach Beendigung des Umzuges gibt es einen kleinen Kampf zwischen Sommer und Winter, den der Winter traditionell verliert.
Die Sommertagsstöcke werden in den Wochen vor dem Umzug gebastelt und zwar in zwei Varianten; die Zugteilnehmer mit Haselnussstöcken, die am oberen Ende mit Buchszweigen und aus Papier gedrehten (Rosen-)Blüten verziert sind und in der Art eines Wanderstockes mitgeführt wird; die anderen Stöcke werden am unteren Ende getragen und sind mit Bändern verziert und haben am Ende eine Hefebrezel und einen Apfel.
Der Sinn der Winterverbrennung liegt auf der Hand, sie soll den Winter endgültig vertreiben und zu einem schönen, langen Sommer führen, auf den eine gute und erfolgreiche Erntezeit folgt.
Die Bezeichnung „Stabaus“ leitet sich eventuell vom Brauch des Putzens nach dem Winter ab, bei dem der „Stab“ (rheinhessisch/pfälzisch für Staub) aus dem Haus gekehrt wird.

## Schweiz
Vielerorts wird am Ende der Fasnacht eine Böögg genannte Figur verbrannt, so in Winterthur, Biel, Grenchen, Amsteg, Laufenburg AG und Solothurn. In Baden AG wird anfangs der Fasnacht eine Figur verbrannt.
In Zürich wird beim Sechseläuten Mitte April nach einem Umzug der Zünfte ein mit Knallkörpern gefüllter Schneemann, der ebenfalls Böögg genannt wird, auf einem Scheiterhaufen verbrannt.

## Beispiele für Feuerbrauchtum zu Winterende
- Hüttenbrennen (Südwest-Deutschland, Luxemburg, Belgien)[1][2]
- Burgbrennen (Südwest-Deutschland, Luxemburg, Belgien)[3]
- Funkenfeuer, Funkensonntag (Schwäbisch-alemannischen Raum)
- Feuerrad (Westfalen, Hessen, Bayern, Schweiz)
- Biikebrennen (Nordfriesland)
- Hutzelfeuer (Hessen, Thüringen)
- Scheibenschlagen (in Teilen Süddeutschlands, Österreichs, der Schweiz, in Südtirol)
- Chienbäse (Feuerwagenumzug im Bezirk Liestal in der Schweiz)
- Sommergewinn (Eisenach)
- Sommertagszug (Region Mannheim/Heidelberg)
- Sechseläuten (Zürich in der Schweiz)